# Bryan Lewis
Bryan Lewis, kanadski lokalni politik in hokejski sodnik, * 10. september 1942, Alliston, Ontario, Kanada. 
Lewis je bil sodnik v ligi NHL in je od 1989 do 2000 deloval kot direktor sojenja v ligi NHL. Svoje prve NHL izkušnje je nabral v sezoni 1966/67. Sodil je na več kot 1000 ligaških tekmah in leta 1989 je bil imenovan za direktorja sojenja, saj je njegov predhodnik John McCauley nenadoma umrl. S položaja je pod seboj nadziral 90 ljudi, ki so bili odgovorni za sojenje tako NHL kot AHL tekem. S položaja se je upokojil leta 2000. Lewis je še vedno aktiven v hokeju na ledu, saj pomaga sodnikom na mladinski ravni. Prav tako deluje kot svetovalec lige ECHL. 
Novembra 2000 je Lewis uspešno kandidiral za mesto v mestnem svetu mesta Halton Hills, Ontario. Ponovno je bil izvoljen leta 2003. 